# ビルケンフェルト (ナーエ)
ビルケンフェルト (独: Birkenfeld)はドイツ連邦共和国 ラインラント＝プファルツ州の南西部ビルケンフェルト郡にある市で、同郡の郡庁所在地であり、また、ビルケンフェルト連合自治体 (Verbandsgemeinde Birkenfeld) の行政庁所在地となっている。

## 姉妹都市
- - ルールダーレン(Roerdalen)（オランダ）
- - シャトー＝サラン(Château-Salins)（フランス）